# ملكة جمال الكون 1953
ملكة جمال الكون 1953 ملكة جمال ملكة جمال الكون الثانية، عقدت المسابقة في 17 يوليو 1953 في قاعة في مركز لونغ بيتش للمؤتمرات والترفيه في لونغ بيتش ، كاليفورنيا ، الولايات المتحدة. شارك المتسابقون من 26 دولة في المسابقة التي أقيمت بالتزامن مع مسابقة ملكة جمال الولايات المتحدة الأمريكية 1953. فازت كريستيان مارتل من فرنسا البالغة من العمر 17 عامًا، لتصبح ملكة جمال الكون الثانية.
 استقالت حاملة اللقب السابقة أرمي كوسيلا ، قبل انتهاء حكمها وبالتالي توجت مارتيل بمن قبل الممثلة جولي آدمز.

## النتائج

### المراكز النهائية
| النتائج النهائية     | المتنافسة |
| -------------------- | --- |
| ملكة جمال الكون 1953 | - فرنسا - كريستيان مارتل |
| الوصيفة الأولى       | - الولايات المتحدة - ميرنا هانسن |
| الوصيفة الثانية      | - اليابان - كينوكو إيتو |
| الوصيفة الثالثة      | - المكسيك - آنا بيرثا ليبي † |
| الوصيفة الرابعة      | - أستراليا - ماكسين مورغان |
| نصف النهائي          | - النمسا - لور فيليغر - كندا - ثيلما برويس - الدنمارك - جيتيت أولسن - ألمانيا - كريستل شاك - إيطاليا - ريتا ستازي - النرويج - سينوف غولبراندسن - بنما - إميتا أروسيمينا - بيرو - ماري آن سارمينتو - جنوب أفريقيا - انغريد ميلز - تركيا - آيتن أكيول - الأوروغواي - أليسيا إيبانيز |

## المتسابقات
- ألاسكا - مورييل هابرج
- أستراليا - ماكسين مورغان
- النمسا - لور فيليغر
- بلجيكا - الين كورتوا
- كندا - ثيلما برويس
- الدنمارك - جيتيت أولسن
- فنلندا - تيجا أنيلي سوبانين
- فرنسا - كريستيان مارتل
- ألمانيا - كريستل شاك
- اليونان - دوريتا زيرو
- هاواي - إيلين لاوي ستون
- إيطاليا - ريتا ستازي
- اليابان - كينوكو إيتو
- المكسيك - آنا بيرثا ليبي
- النرويج - سينوف غولبراندسن
- بنما - إميتا أروسيمينا زبيتا
- بيرو - ماري آن سارمينتو
- الفلبين - كريستينا مونسون باتشيكو
- بورتوريكو - واندا إيزاري
- جنوب أفريقيا - انغريد ميلز
- السويد - الا ساندكلر
- سويسرا - دانييل أودينت
- تركيا - آيتن أكيول
- الولايات المتحدة - ميرنا هانسن
- الأوروغواي - أليسيا إيبانيز
- فنزويلا - جيزيلا بولانوس

### ظهر لإول مرة
- النمسا
- سويسرا

### الانسحابات
- تشيلي
- كوبا
- بريطانيا العظمى
- هونغ كونغ
- الهند
- إسرائيل

### لم تنافس
- مالايا - فيوليت سلي
- المغرب - كوليت ريبس

### الجوائز
- لويزيانا - ملكة جمال الصداقة (جين فون طومسون)
- الولايات المتحدة - ملكة جمال فوتوغرافيا (ميرنا هانسن)

## الروابط الخارجية
- موقع ملكة جمال الكون الرسمي